# 2005 EF304
2005 EF304, também escrito como 2005 EF304, é um corpo menor que está localizado no disco disperso, uma região do Sistema Solar. Ele possui uma magnitude absoluta de 7,3 e tem um diâmetro estimado com cerca de 153 km.

## Descoberta
2005 EF304 foi descoberto no dia 11 de março de 2005 pelo astrônomo Marc W. Buie.

## Órbita
A órbita de 2005 EF304 tem uma excentricidade de 0,561 e possui um semieixo maior de 87,799 UA. O seu periélio leva o mesmo a uma distância de 38,555 UA em relação ao Sol e seu afélio a 137 UA.